# Валльсбюлль
Валльсбюлль (нем. Wallsbüll) — община в Германии, в земле Шлезвиг-Гольштейн. 
Входит в состав района Шлезвиг-Фленсбург. Подчиняется управлению Шаффлунд.  Население составляет 907 человек (на 31 декабря 2010 года). Занимает площадь 13,23 км².